# José Barroca
José Pedro Barroca da Silva (Lisbona, 23 maggio 1937 – Lisbona, 17 maggio 2015) è stato un calciatore portoghese, di ruolo portiere.

## Palmarès

### Club

#### Competizioni internazionali
- Coppa dei Campioni: 2

Benfica: 1960-1961, 1961-1962
- Coppa delle Coppe: 1

Sporting: 1963-1964

#### Competizioni nazionali
- Campionato portoghese: 5

Benfica: 1959-1960, 1960-1961, 1962-1963
Sporting: 1965-1966, 1969-1970
- Coppa di Portogallo: 1

Benfica: 1961-1962